# Stadio Domenico Francioni
Das Stadio Domenico Francioni ist ein Fußballstadion in der italienischen Stadt Latina. Es bietet Platz für 9310 Zuschauer und ist die Heimspielstätte des Fußballvereins Latina Calcio 1932. In der UEFA Women’s Champions League 2022/23 tragen die Frauen der AS Rom ihre Heimspiele im Stadio Domenico Francioni aus.

## Geschichte
Der Bau des Stadio Domenico Francioni in Latina, einer Stadt mit zirka 120.000 Einwohnern in der Region Latium, wurde 1932 begonnen. Dabei fällt der Baubeginn auf das gleiche Jahr wie der Start des Baus der Stadt Latina, die die erste in der Zeit des italienischen Faschismus entstandene Planstadt ist. Drei Jahre später, 1935, stellte man das Stadio Domenico Francioni fertig, zum Zeitpunkt der Eröffnung trug die neue Spielstätte den Namen Stadio Comunale di Latina. Derartige Namen waren in der Zeit der Herrschaft Benito Mussolinis enorm verbreitet, es hieß nahezu jedes städtische Stadion Stadio Communale. Nach dem Zweiten Weltkrieg erhielt es denn seinen heutigen Namen Stadio Domenico Francioni.
Seit 1945 ist das Stadio Domenico Francioni die sportliche Heimat von Latina Calcio 1932. Die Latina Calcio 1932 kam bis 2013 nicht über die dritte italienische Fußballliga hinaus und wechselte in ihrer Vereinsgeschichte diverse Male den Vereinsnamen. In der Drittligasaison 2012/13 gelang dann aber etwas überraschend der erstmalige Aufstieg in die Serie B, nachdem man sich in Playoff-Spielen um den Aufstieg zunächst gegen die ASG Nocerina und im Endspiel auch noch gegen den AC Pisa durchsetzen konnte. Somit fanden im Stadio Domenico Francioni in der Saison 2013/14 erstmals Spiele der zweithöchsten Spielklasse im italienischen Fußball statt.
Gegenwärtig bietet das Stadio Domenico Francioni Platz für 9310 Zuschauer. Neben den Fußballspielen von Latina Calcio 1932 fanden hier in der Vergangenheit auch andere Veranstaltungen statt. So traten beispielsweise Deep Purple oder Tiziano Ferro zu Konzerten im Stadion von Latina auf, auch ein Treffen des italienischen Politikers Giulio Andreotti mit Papst Johannes Paul II. bei dessen Besuch von Latina 1991 kann das Stadion in seiner Geschichte verzeichnen. 